# Ballon d’Or 2006

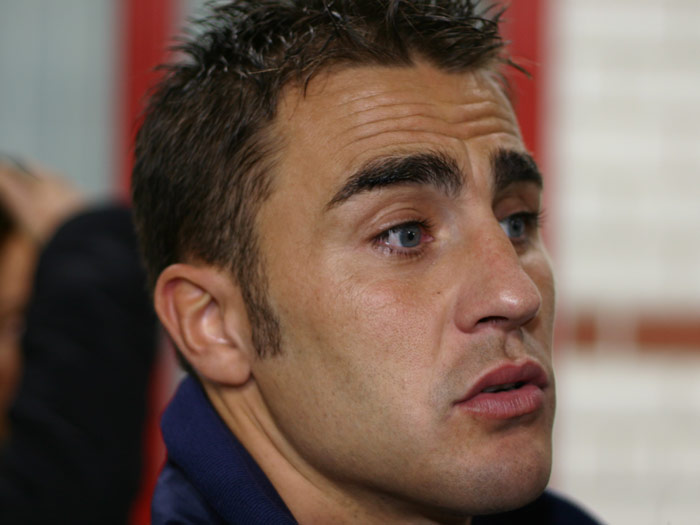
Europas Fußballer des Jahres
Fabio Cannavaro

Den 51. Ballon d’Or (französisch für „Goldener Ball“) als „Europas Fußballer des Jahres 2006“ erhielt am 27. November 2006 Fabio Cannavaro.
Der Innenverteidiger ist erst der dritte Abwehrspieler, der seit 1956 ausgezeichnet wurde. Er stand auf 42 der 52 Stimmzettel (zum Abstimmungsverfahren siehe unten, "Kandidaten") und auf 20 davon an erster Stelle.

## Ergebnis
1. Fabio Cannavaro  (Juventus Turin/Real Madrid) mit 173 Punkten (42 Nennungen, davon 20 erste Plätze)
2. Gianluigi Buffon (Juventus Turin) (124, 32/14)
3. Thierry Henry (FC Arsenal) (121, 36/6)
4. Ronaldinho  (FC Barcelona) (73, 28/2)
5. Zinédine Zidane  (Real Madrid/Karriereende) (71, 22/6)
6. Samuel Eto’o (FC Barcelona) (67, 26/2)
7. Miroslav Klose (Werder Bremen) (29, 14/0)
8. Didier Drogba (FC Chelsea) (25, 11/0)
9. Andrea Pirlo (AC Mailand) (17, 7/0)
10. Jens Lehmann (FC Arsenal) (13, 4/1)

## Kandidaten
France Football hatte am 17. Oktober 2006 folgende 50 Spieler nominiert, aus denen sich je eine Sportredaktion aus jedem der 52 UEFA-Mitgliedsländer für fünf Spieler entscheiden und an diese abgestuft fünf, vier, drei, zwei und einen Punkt vergeben musste:
| - Michael Ballack (Bayern München, FC Chelsea) - Gianluigi Buffon (Juventus Turin) - Tim Cahill (FC Everton) - Fabio Cannavaro (Juventus Turin, Real Madrid) - Joe Cole (FC Chelsea) - Grégory Coupet (Olympique Lyon) - Cris (Olympique Lyon) - Deco (FC Barcelona) - Mahamadou Diarra (Olympique Lyon, Real Madrid) - Didier Drogba (FC Chelsea) - Michael Essien (FC Chelsea) - Samuel Eto’o (FC Barcelona) - Cesc Fàbregas (FC Arsenal) - William Gallas (FC Chelsea, FC Arsenal) - Gennaro Gattuso (AC Mailand) - Steven Gerrard (FC Liverpool) - Ludovic Giuly (FC Barcelona) - Fabio Grosso (US Palermo, Inter Mailand) - Thierry Henry (FC Arsenal) - Juninho (Olympique Lyon) - Kaká (AC Mailand) - Miroslav Klose (Werder Bremen) - Philipp Lahm (Bayern München) - Frank Lampard (FC Chelsea) - Jens Lehmann (FC Arsenal) | - Claude Makélélé (FC Chelsea) - Florent Malouda (Olympique Lyon) - Edison Méndez (LDU Quito, PSV Eindhoven) - Lionel Messi (FC Barcelona) - Andrea Pirlo (AC Mailand) - Lukas Podolski (1. FC Köln, Bayern München) - Carles Puyol (FC Barcelona) - Franck Ribéry (Olympique Marseille) - Juan Riquelme (FC Villarreal) - Arjen Robben (FC Chelsea) - Ronaldinho (FC Barcelona), letztjähriger Gewinner - Cristiano Ronaldo (Manchester United) - Wayne Rooney (Manchester United) - Willy Sagnol (Bayern München) - Andrij Schewtschenko (AC Mailand, FC Chelsea) - Bastian Schweinsteiger (Bayern München) - John Terry (FC Chelsea) - Lilian Thuram (Juventus Turin, FC Barcelona) - Tiago (Olympique Lyon) - Luca Toni (AC Florenz) - Fernando Torres (Atletico Madrid) - Patrick Vieira (Juventus Turin, Inter Mailand) - David Villa (FC Valencia) - Gianluca Zambrotta (Juventus Turin, FC Barcelona) - Zinédine Zidane (Real Madrid, Karriereende) |

Vize-Weltmeister Frankreich (11), Weltmeister Italien (7) und der WM-Dritte Deutschland (6) stellen die meisten Kandidaten; es folgt England (5) vor Brasilien und Spanien (je 4) sowie dem WM-Vierten Portugal (3).

## Statistik

### Voten der Redaktionen aus den deutschsprachigen Ländern
- Deutschland (Sportinformationsdienst): 1. Lehmann, 2. Eto'o, 3. Klose, 4. Pirlo, 5. Ribéry
- Liechtenstein (Liechtensteiner Vaterland): 1. Cannavaro, 2. Ribéry, 3. Buffon, 4. Ronaldinho, 5. Zidane
- Luxemburg (La Voix du Luxembourg): 1. Buffon, 2. Henry, 3. Eto'o, 4. Ronaldinho, 5. Drogba
- Österreich (ORF Sport): 1. Henry, 2. Zidane, 3. Pirlo, 4. Klose, 5. Ronaldinho
- Schweiz (TSR): 1. Buffon, 2. Cannavaro, 3. Henry, 4. Ronaldinho, 5. Drogba

### Sonstiges
- Die 20 Länder, die Cannavaro auf Platz 1 setzten, waren: Belarus, Bulgarien, Dänemark, England, Estland, Finnland, Frankreich, Irland, Island, Israel, Lettland, Liechtenstein, Niederlande, Nordirland, Rumänien, Schottland, Slowakei, Slowenien, Ukraine und Wales.
- Nur 26 der 50 vorgeschlagenen Spieler erhielten mindestens einen Punkt, aus Deutschland außer Klose und Lehmann noch Podolski (3, aus der Türkei) und Lahm (1, aus Griechenland).
- Nur auf zwei der 52 Stimmzettel standen alle fünf Namen, die auch insgesamt die fünf Bestplatzierten wurden, nämlich auf denen der zyprischen Zeitung O Fileleftheros und des isländischen Morgunblaðið.
- Zum siebten Mal in Folge unter den besten zehn Spielern Europas, aber noch nie die Nummer 1: Thierry Henry erreichte 2006 seine zweitbeste Platzierung nach 2003, als er Zweiter hinter Pavel Nedved wurde.

## Quelle
- France Football Nr. 3164 vom 28. November 2006, S. 4–34.